# Bocking
Bocking – osada w Anglii, w hrabstwie Essex. W 1931 roku civil parish liczyła 4274 mieszkańców. Bocking jest wspomniana w Domesday Book (1086) jako Bochinges.